# Arup
Arup (officiell  Arup Group Limited) är en multinationell konsultbyrå med säte i London. Företaget erbjuder tjänster inom bland annat arkitektur, konstruktion, planering och design. Arup har 92 kontor i 37 länder och över 10 000 medarbetare.

## Historik
Företaget grundades 1946 av Ove Arup under namnet ” Ove N. Arup, Consulting Engineers”. Grundaren Ove Arup avled 1988 och 1992 ombildades företaget till ”Ove Arup Partnership”. Mot slutet av 1900-talet expanderade företaget genom fusion med en rad nationella och internationella konsultbyråer. År 2001 sammanslogs Arup Australia och Ove Arup Partnership Ltd. Till Arup Group Ltd., som numera kallas enbart Arup.

## Kända projekt, urval
- Sydney Opera House, Sydney
- Centre Georges Pompidou, Paris
- Öresundsbron (konstruktion), Danmark/Sverige
- 30 St Mary Axe, London
- HSBC Hauptquartier, Hongkong
- London Millennium Bridge, London
- Angel of the North, UK
- Allianz Arena, München
- Operaen på Holmen, Köpenhamn
- Canton Tower, Guangzhou
- Pekings Nationalstadion, Peking
- CCTV:s huvudkontor, Peking
- Tele2 Arena (tillsammans med White arkitekter), Stockholm